# Cibaduyut Wetan
Cibaduyut Wetan is een bestuurslaag in het regentschap Kota Bandung van de provincie West-Java, Indonesië. Cibaduyut Wetan telt 7536 inwoners (volkstelling 2010).